# Ádám Hajdú
Ádám Hajdú (sinh 16 tháng 1 năm 1993 ở Dunaújváros) là một cầu thủ bóng đá Hungary thi đấu cho Paksi FC.

## Thống kê câu lạc bộ
| Câu lạc bộ          | Mùa giải | Giải vô địch | Giải vô địch | Cúp  | Cúp | Cúp Liên đoàn | Cúp Liên đoàn | Châu Âu | Châu Âu | Tổng | Tổng |
| Câu lạc bộ          | Mùa giải | Trận         | Bàn          | Trận | Bàn | Trận          | Bàn           | Trận    | Bàn     | Trận | Bàn  |
| ------------------- | -------- | ------------ | ------------ | ---- | --- | ------------- | ------------- | ------- | ------- | ---- | ---- |
| MTK                 |          |              |              |      |     |               |               |         |         |      |      |
| 2011–12             | 2        | 1            | 0            | 0    | 0   | 0             | –             | –       | 2       | 1    |      |
| 2012–13             | 0        | 0            | 0            | 0    | 2   | 0             | –             | –       | 2       | 0    |      |
| 2013–14             | 6        | 0            | 1            | 0    | 6   | 0             | –             | –       | 13      | 0    |      |
| 2014–15             | 10       | 0            | 4            | 0    | 11  | 5             | –             | –       | 25      | 5    |      |
| 2015–16             | 13       | 1            | 1            | 0    | –   | –             | 0             | 0       | 14      | 1    |      |
| Tổng                | 31       | 2            | 6            | 0    | 19  | 5             | 0             | 0       | 56      | 7    |      |
| Budapest Honvéd     |          |              |              |      |     |               |               |         |         |      |      |
| 2016–17             | 13       | 0            | 3            | 0    | –   | –             | 0             | 0       | 16      | 0    |      |
| Tổng                | 13       | 0            | 3            | 0    | 0   | 0             | 0             | 0       | 16      | 0    |      |
| Paks                |          |              |              |      |     |               |               |         |         |      |      |
| 2016–17             | 11       | 1            | 0            | 0    | –   | –             | 0             | 0       | 11      | 1    |      |
| 2017–18             | 16       | 0            | 1            | 0    | –   | –             | 0             | 0       | 17      | 0    |      |
| Tổng                | 27       | 1            | 1            | 0    | 0   | 0             | 0             | 0       | 28      | 1    |      |
| Tổng cộng sự nghiệp |          | 71           | 3            | 10   | 0   | 19            | 5             | 0       | 0       | 100  | 8    |

Cập nhật theo các trận đấu đã diễn ra tính đến ngày 9 tháng 12 năm 2017.